# Neda Prpić Gamiršek
Neda Prpić Gamiršek, (Zagreb, 27. kolovoza 1915. – Zagreb, 28. listopada 2015.), bila je članicom Hrvatske seljačke stranke, obnašala dužnost glavne tajnice stranke uoči prvih demokratskih izbora u Hrvatskoj i počasnom predsjednicom Hrvatske seljačke stranke (2010. – 2015.). Bila je prva Hrvatica s diplomom konzula.

## Životopis
Neda Prpić Gamiršek rođena je 27. kolovoza 1915. godine u Zagrebu, od oca Josipa Prpića i majke Kriste rođ. Gamiršek. Otac, veletrgovac i industrijalac, bio je jedan od najznačajnijih podupiratelja Hrvatske seljačke stranke od njezina osnutka. Rano djetinjstvo, tijekom Prvoga svjetskog rata provela je s majkom u majčinoj roditeljskoj kući u Srijemskoj Mitrovici dok je otac služio u mornarici u Puli. U početku bojišnica je bila na drugoj obali Save, koja je tekla uz taj srijemski gradić, a poslije se udaljila prema jugu. Pred kraj rata majka i kći vratile su se u Zagreb.

### Školovanje i mladost
U Zagrebu je pohađala pučku školu i osmogodišnju Prvu žensku realnu gimnaziju. Pravni fakultet Sveučilišta u Zagrebu upisala je ali se 1933. godine preselila u London, gdje je studirala na London School of Economics and Political Science. Visoko školovanje završila je u Beču, gdje je, nakon stjecanja diplome na Konzularnoj akademiji (1935.) diplomirala i na Visokoj tekstilno-tehnološkoj školi. Imala je prilike putovati s roditeljima po Europi, a zahvaljujući dobru materijalnom stanju i uvjerenju roditelja da ženskom djetetu valja pružiti vrhunsko obrazovanje, uz redovito školovanje naučila je njemački, francuski, ruski, engleski, talijanski jezik i španjolski jezik. Općenito, mladenački je život Nede Prpić s jedne strane niz iskustava kakva su tad imali rijetki jer je s majkom pratila oca na poslovnim putovanjima. U njih svakako pripadaju i posjeti njezinu roditeljskom domu uglednika koji su tada iz raznih razloga dolazili u Zagreb, ali istodobno je, zbog aktivnosti oca u HSS-u i njegovih poslova, svjedočila i pravoj naravi hrvatskoga, odnosno jugoslavenskoga političkog života. Na život mlade gospođice Prpić pečat utisnulo očevo sudjelovanje u političkoj borbi za hrvatske pravice. 

### Emigracija 1945. – 1986., povratak u domovinu
Zajedno s roditeljima 1945. godine otišla je u emigraciju, najprije u Trst, zatim u Čile (1947. – 1955.) te u Ekvador (od 1955. – 1986.) gdje ponovno stiče sredstva za život svojoj obitelji uspješno se baveći proizvodnjom ekskluzivnih tekstilnih proizvoda i namještaja prema vlastitom dizajnu. Afirmirala se kao galeristica, organizirala izložbe i nekih od najznačajnijih hispanskoameričkih slikara 20. stoljeća, poput Oswalda Guayasamina. Neda Prpić je u desetljećima života u emigraciji održavala veze s mnogim krugovima hrvatskih političara, intelektualaca i umjetnika u Sjevernoj i Južnoj Americi i u Europi. U Zagreb se prvi puta vratila 1969. godine, a konačno 1989. godine. Godine, kada u studenome, zajedno s drom Nikolom Novakovićem pokrenula ponovno javno djelovanje Hrvatske seljačke stranke u Domovini, te obnašala dužnost glavnog tajnika Stranke uoči prvih demokratskih izbora u Hrvatskoj. Po uzoru na političku zakladu „Hanns-Seidel-Stiftung“ 1997. godine inicirala je osnivanje Udruge za promicanje hrvatske političke povijesti „Neda Prpić-Gamiršek“, čijom je bila i predsjednicom.
Umrla je u Zagrebu, 28. listopada 2015. godine. 

## Djela
- El emperador Trajano tenía orejas de cabra, Casa de la Cultura Ecuatoriana, Núcleo del Guayas, [Guayaquil?], 1974.[5]
- Dr. Juraj Krnjević: tri emigracije I: razgovori, pisma, prilozi, Udruga za promicanje hrvatske političke povijesti Neda Prpić-Gamiršek, Zagreb, 2004.

## Počasti i priznanja
- Bila je počasnom predsjednicom Hrvatske seljačke stranke od prosinca 2010. godine do smrti, počasnom predsjednicom organizacije žena HSS-a „Hrvatsko srce“ te članicom Družbe "Braća Hrvatskoga Zmaja".[1]

## Zanimljivost
- O svom djedu, Neda prpić Gamiršek pričala je: "Djed je (...) kad je Franjo Josip došao u Zagreb, onog znamenitog dana kad je otvarano kazalište, na dočeku na peronu na kolodvoru stao kraj hrvatskoga bana, gradonačelnika i nadbiskupa, a ne kraj mađarskih ministara koji su došli iz Pešte. Drugi dan je zato bio penzioniran."[3]

## Vanjske poveznice
- Mirjana Polić Bobić, Darko Till, »Velika povijest« i svjedoci vremena. Sjećanja Nede Prpić Gamiršek na život u Zagrebu između dvaju svjetskih ratova  Arhivirana inačica izvorne stranice od 5. siječnja 2016. (Wayback Machine), Hrvatska revija, br. 3, 2014.